# 蒂廖莱
蒂廖莱（義大利語：Tigliole），是意大利阿斯蒂省的一个市镇。总面积16.11平方公里，人口1715人，人口密度106.5人/平方公里（2009年）。ISTAT代码为005108。